# Cethosia sumbana
Cethosia sumbana är en fjärilsart som beskrevs av Arnold Pagenstecher 1894. Cethosia sumbana ingår i släktet Cethosia och familjen praktfjärilar. Inga underarter finns listade i Catalogue of Life.